# 彭县窑
彭縣窯，又称磁峰窑，宋代民間窯場。彭縣窯不見記載，工藝傳承關係不明，依據考古地層推斷為宋代。窯址位於今四川省彭州市磁峰镇，1976年發現窯址時舊名彭縣磁峰公社，故名“彭縣窯”。該窯出產白瓷，是迄今在四川地區發現的唯一早期白瓷產地。窑址现存西一村、鹿坪村、蟠龙村三处。

## 產品特點
彭縣窯被劃定為定窯系統，出產精、粗兩種商品。其中最為精良者釉色潔白，而粗者呈現灰白色。常用裝飾技法有刻花、劃花、印花。刻花以雙魚紋為最多，還有折枝蓮、花葉、纏枝牡丹、蓮瓣、萱草紋等。劃花與刻花同時運用，與定窯相同。印花以花鳥為主，紋飾分布在器物的內壁，佈局取材與定窯相近。

## 图片

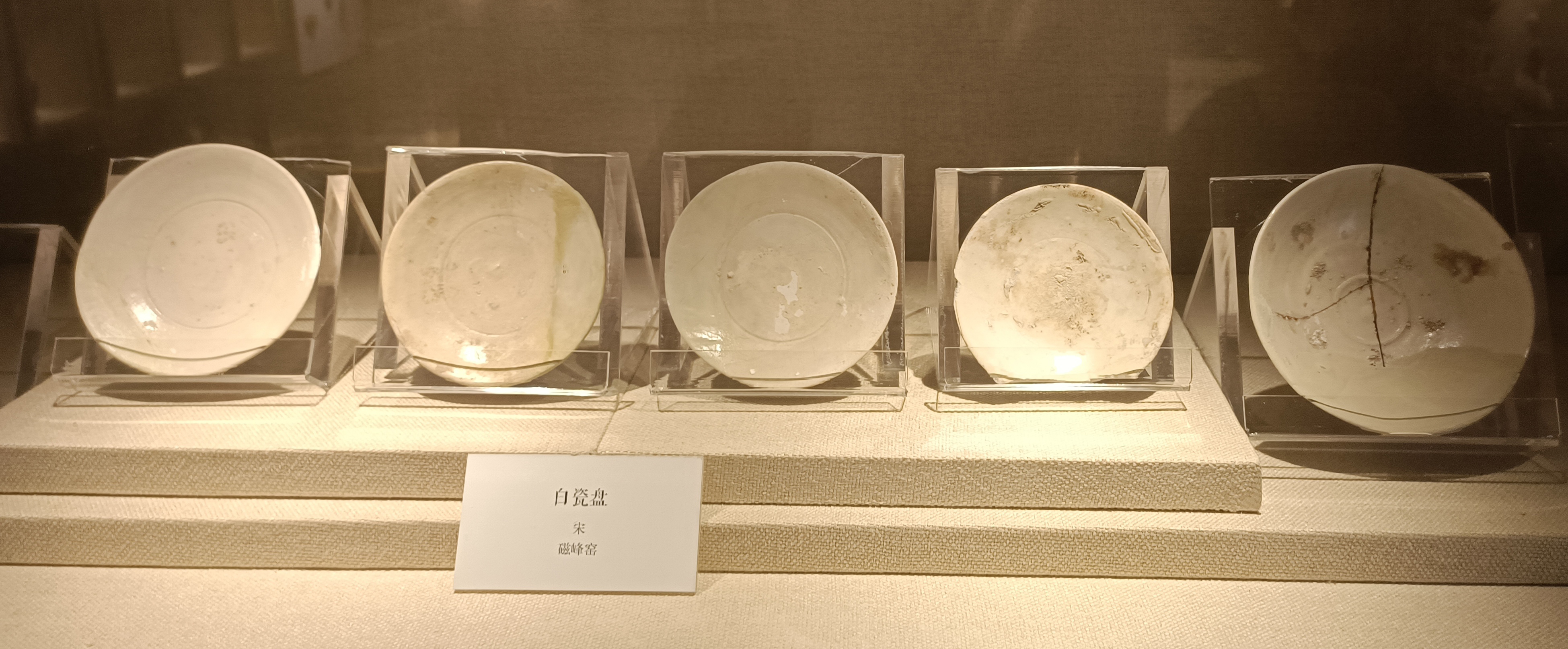
白瓷盘，成都隋唐窑址博物馆藏
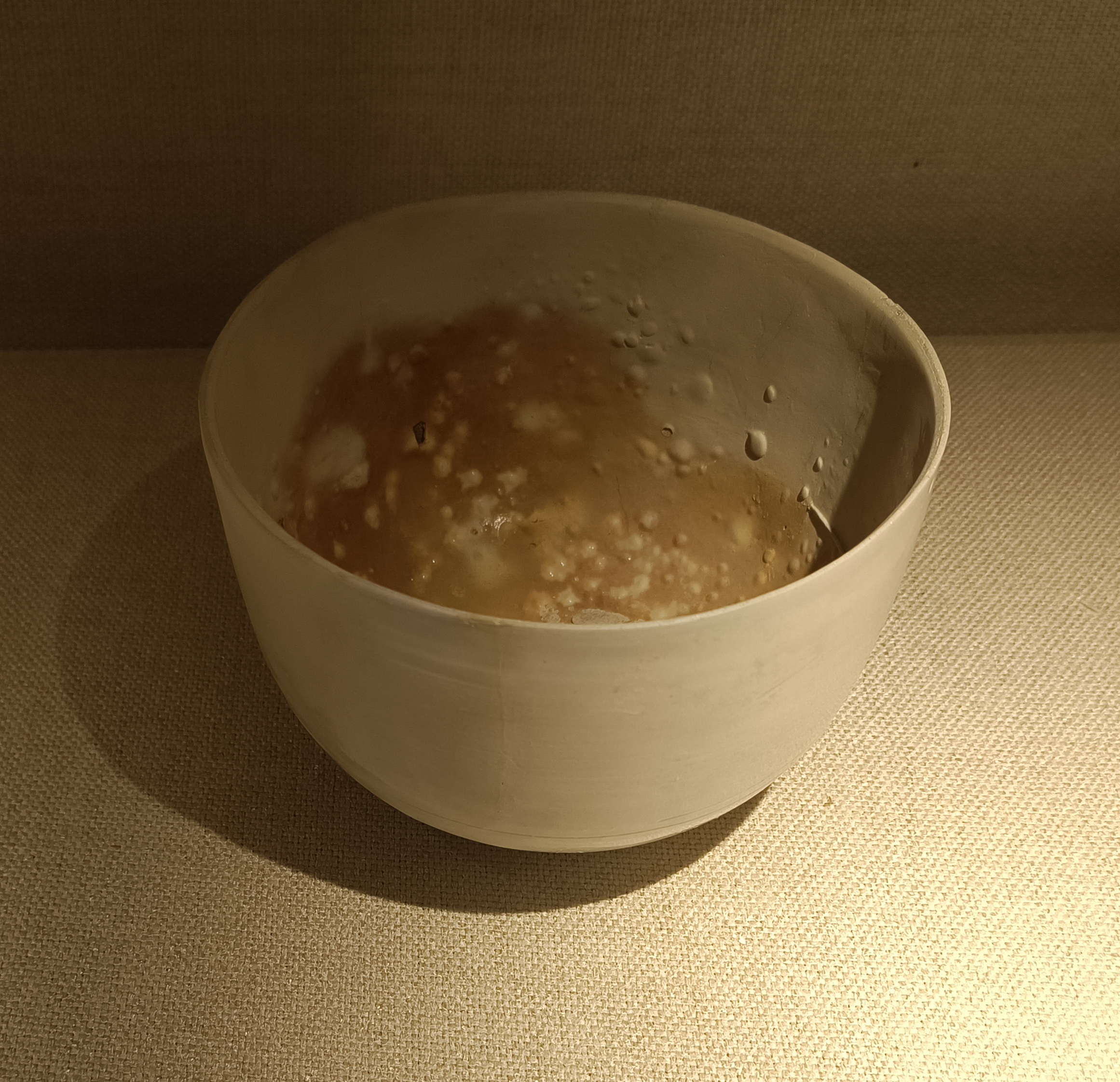
白瓷深腹盅，成都隋唐窑址博物馆藏
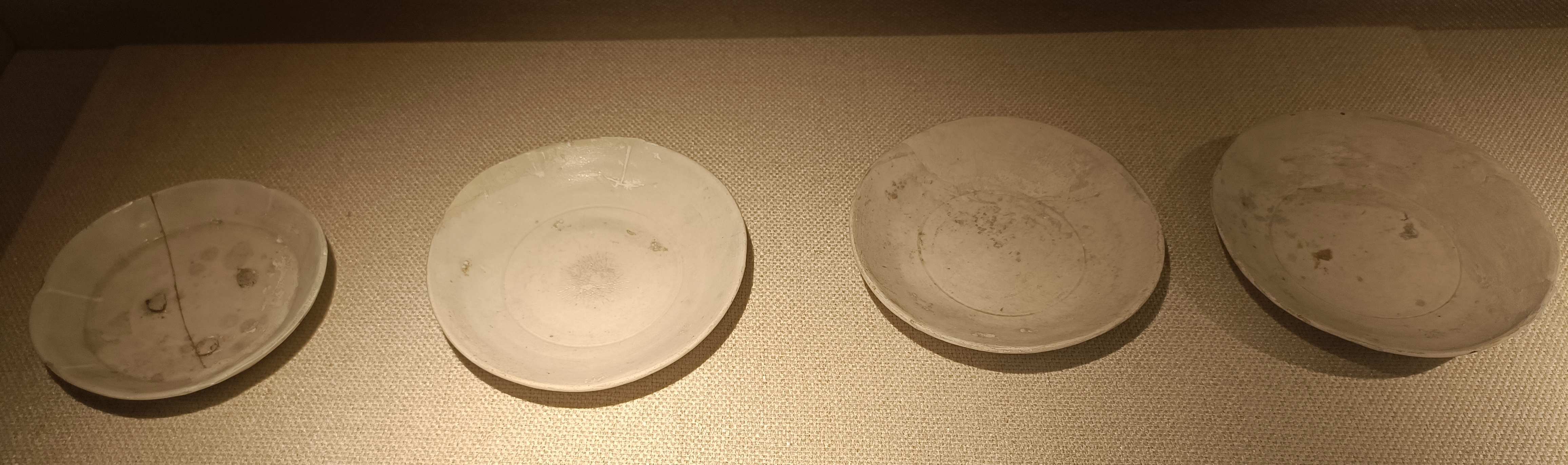
白瓷碟，成都隋唐窑址博物馆藏
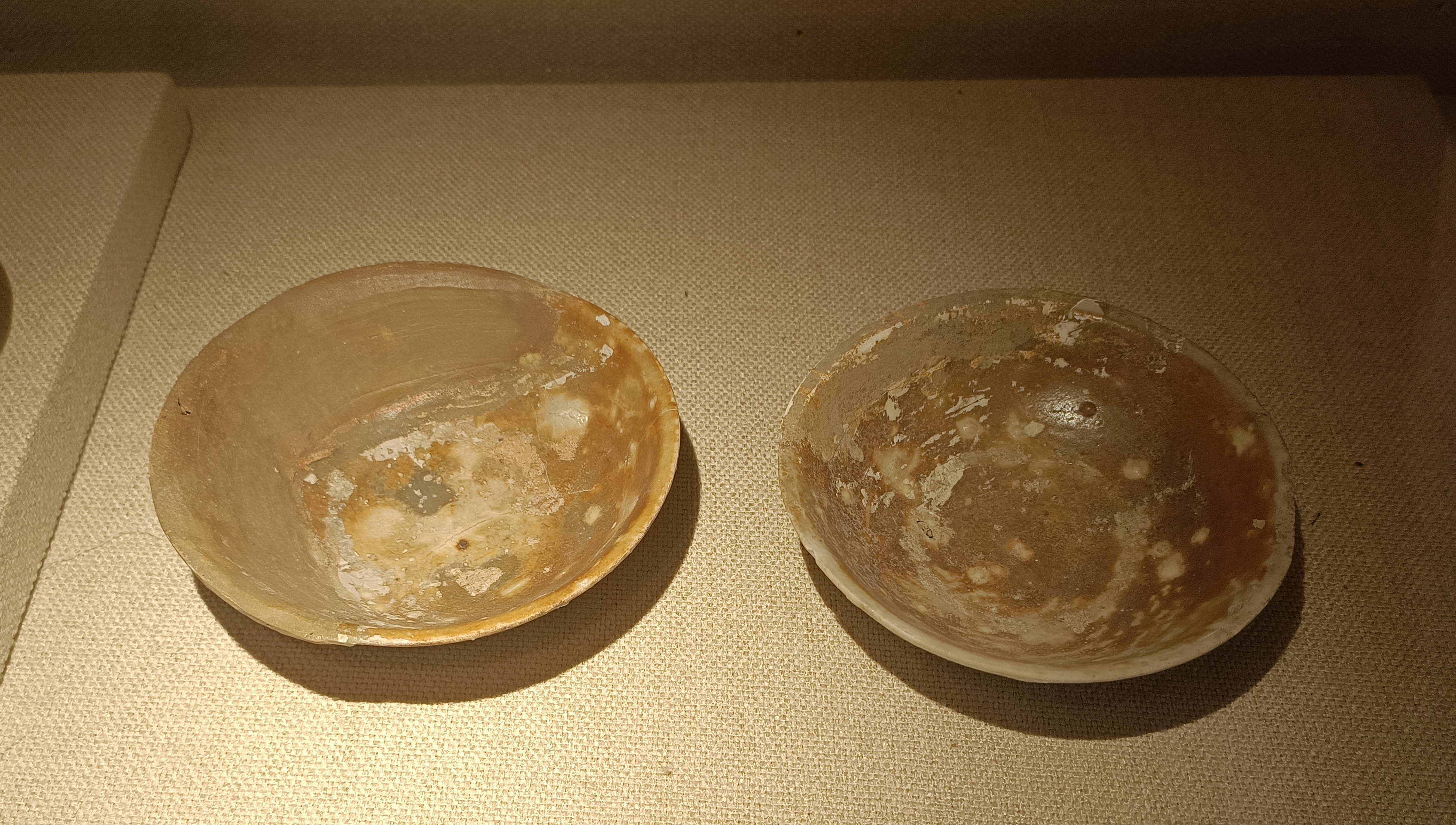
酱釉瓷碗，成都隋唐窑址博物馆藏